# Team Polti VisitMalta
Il Team Polti VisitMalta, nota in passato come Polartec, Kometa, Eolo-Kometa e Polti Kometa, è una squadra maschile italiana di ciclismo su strada con licenza di UCI ProTeam.
Fondata da Ivan Basso e Alberto Contador e patrocinata dalla Fundación Contador, è stata lanciata nel 2018 come formazione UCI Continental giovanile di supporto al team Trek-Segafredo; nel 2021 ha acquisito licenza di UCI ProTeam, e in stagione è stata per la prima volta invitata al Giro d'Italia. Al Giro d'Italia ha vinto due tappe, nel 2021 con Lorenzo Fortunato e nel 2023 con Davide Bais.

## Cronistoria

### Annuario
| Anno | Codice | Nome                      | Cat. | Biciclette | Dirigenza                                                                                                   |
| ---- | ------ | ------------------------- | ---- | ---------- | --- |
| 2018 | PLK    | Polartec Kometa           | CT   | Trek       | Manager: Francisco Contador Dir. sportivi: Jesús Hernández, Pello Olaberria                                 |
| 2019 | KMT    | Kometa Cycling Team       | CT   | Trek       | Manager: Francisco Contador Dir. sportivi: Jesús Hernández, Pello Olaberria                                 |
| 2020 | KTX    | Kometa Xstra Cycling Team | CT   | Contador   | Manager: Francisco Contador Dir. sportivi: Jesús Hernández, Dario Andriotto                                 |
| 2021 | EOK    | Eolo-Kometa Cycling Team  | PRT  | Aurum      | Manager: Francisco Contador Dir. sportivi: Sean Yates, Félix García Casas, Jesús Hernández, Stefano Zanatta |
| 2022 | EOK    | Eolo-Kometa Cycling Team  | PRT  | Aurum      | Manager: Francisco Contador Dir. sportivi: Stefano Zanatta, Biagio Conte, Jesús Hernández, Sean Yates       |
| 2023 | EOK    | Eolo-Kometa Cycling Team  | PRT  | Aurum      | Manager: Francisco Contador Dir. sportivi: Stefano Zanatta, Biagio Conte, Giovanni Ellena, Jesús Hernández  |
| 2024 | PTK    | Team Polti Kometa         | PRT  | Aurum      | Manager: Francisco Contador Dir. sportivi: Giovanni Ellena, Biagio Conte, Jesús Hernández, Stefano Zanatta  |
| 2025 | PTV    | Team Polti VisitMalta     | PRT  | Aurum      | Manager: Francisco Contador Dir. sportivi: Giovanni Ellena, Biagio Conte, Jesús Hernández, Stefano Zanatta  |

## Palmarès
Aggiornato al 9 maggio 2025.

### Grandi Giri
- Giro d'Italia

Partecipazioni: 5 (2021, 2022, 2023, 2024, 2025)
Vittorie di tappa: 2
2021: 1 (Lorenzo Fortunato)
2023: 1 (Davide Bais)
Vittorie finali: 0
Altre classifiche: 0
- Tour de France

Partecipazioni: 0
- Vuelta a España

Partecipazioni: 0

### Campionati nazionali
- Campionati ungheresi: 1

Cronometro: 2022 (Erik Fetter)

## Organico 2025
Aggiornato al 1º agosto 2025.

### Staff tecnico

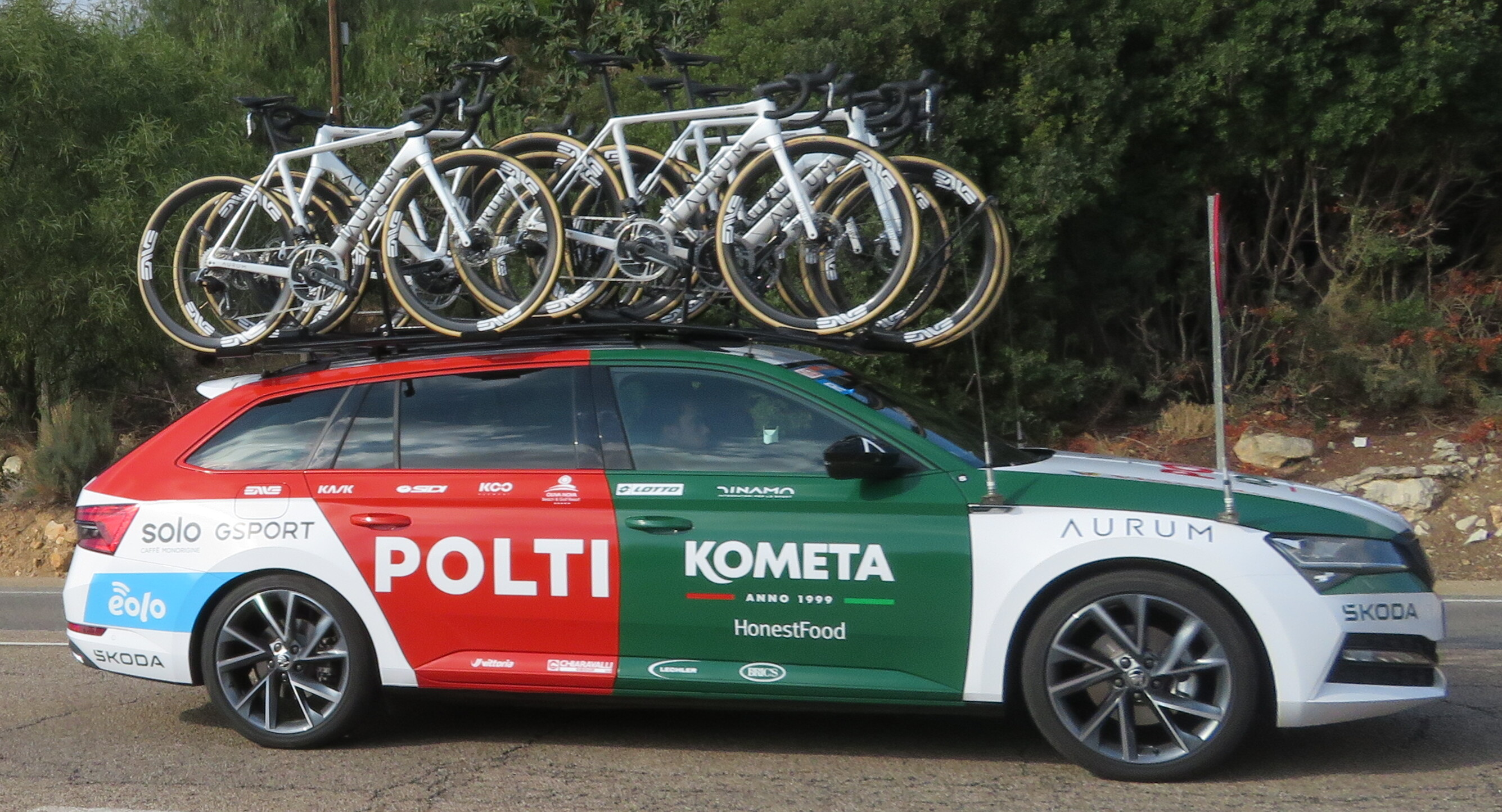
L'ammiraglia della squadra nel 2024

|  | Naz.              | Ruolo | Sportivo           |  |  |  |
|  | ----------------- | ----- | ------------------ |  |  |  |
|  | Spagna (bandiera) | GM    | Francisco Contador |  |  |  |
|  | Italia (bandiera) | DS    | Giovanni Ellena    |  |  |  |
|  | Italia (bandiera) | DS    | Biagio Conte       |  |  |  |
|  | Spagna (bandiera) | DS    | Jesús Hernández    |  |  |  |
|  | Italia (bandiera) | DS    | Stefano Zanatta    |  |  |  |

### Rosa
|  | Naz.                     |  | Sportivo             | Anno |  |  |
|  | ------------------------ |  | -------------------- | ---- |  |  |
|  | Italia (bandiera)        |  | Davide Bais          | 1998 |  |  |
|  | Italia (bandiera)        |  | Mattia Bais          | 1996 |  |  |
|  | Italia (bandiera)        |  | Giovanni Bortoluzzi  | 2002 |  |  |
|  | Malta (bandiera)         |  | Aidan Buttigieg      | 1997 |  |  |
|  | Italia (bandiera)        |  | Ludovico Crescioli   | 2003 |  |  |
|  | Italia (bandiera)        |  | Davide De Cassan     | 2002 |  |  |
|  | Italia (bandiera)        |  | Mattia Gaffuri       | 1999 |  |  |
|  | Spagna (bandiera)        |  | Pablo Garcia Frances | 2001 |  |  |
|  | Colombia (bandiera)      |  | Germán Darío Gómez   | 2001 |  |  |
|  | Italia (bandiera)        |  | Giovanni Lonardi     | 1996 |  |  |
|  | Italia (bandiera)        |  | Mirco Maestri        | 1991 |  |  |
|  | Spagna (bandiera)        |  | Álex Martín          | 2000 |  |  |
|  | Gran Bretagna (bandiera) |  | Charlie Meredith     | 1998 |  |  |
|  | Spagna (bandiera)        |  | Francisco Muñoz      | 2001 |  |  |
|  | Spagna (bandiera)        |  | Manuel Peñalver      | 1998 |  |  |
|  | Italia (bandiera)        |  | Andrea Pietrobon     | 1999 |  |  |
|  | Italia (bandiera)        |  | Davide Piganzoli     | 2002 |  |  |
|  | Italia (bandiera)        |  | Gabriele Raccagni    | 2003 |  |  |
|  | Spagna (bandiera)        |  | Javier Serrano       | 2001 |  |  |
|  | Spagna (bandiera)        |  | Diego Sevilla        | 1996 |  |  |
|  | Spagna (bandiera)        |  | Fernando Tercero     | 2001 |  |  |
|  | Italia (bandiera)        |  | Alessandro Tonelli   | 1992 |  |  |
|  | Italia (bandiera)        |  | Samuele Zoccarato    | 1998 |  |  |